# 眠らない街に流されて
「眠らない街に流されて」（ねむらないまちにながされて）は、MANISHの5枚目のシングル。

## 解説
- 前作から1ヶ月程度のインターバルでリリースされた。
- 前作同様、大黒摩季が作詞、織田哲郎が作曲を担当。また2名ともMANISHへの作品提供は、今作が最後となった。
- テレビ朝日系列局の「ネオドラマ」において、1993年6月から9月まで主題歌。
- C/Wには、自作曲が収録されている。

## 収録曲
1. 眠らない街に流されて
作詞：大黒摩季　作曲：織田哲郎　編曲：明石昌夫
2. Will
作詞：高橋美鈴　作曲：西本麻里　編曲：明石昌夫
3. 眠らない街に流されて(inst.)

## 参加ミュージシャン
- 大黒摩季 - コーラス
- 生沢佑一 - コーラス
- 井上留美子 - コーラス
- 栗林誠一郎 - コーラス